# Ligat ha'Al
La Ligat Ha'Al (in ebraico ליגת העל‎?, "Super Lega"), ufficialmente Ligat Japanika (in ebraico ליגת ג'פניקה‎?) per ragioni di sponsorizzazione, è il massimo livello professionistico del campionato israeliano di calcio, controllato dalla Federazione calcistica d'Israele.
Il torneo fu istituito alla vigilia della stagione 1999-2000, allorché la Liga Leumit (fino a quel momento la prima divisione) fu trasformata in seconda serie.
La massima divisione, considerate anche le stagioni disputate anteriormente all'istituzione della Ligat ha'Al, ha visto la vittoria di 14 squadre diverse. Il club più titolato è il Maccabi Tel Aviv, vincitore di 26 edizioni.
Considerando, invece, le sole stagioni di Ligat ha'Al, sono 6 le squadre fregiatesi del titolo nazionale; di queste, il club con il maggior numero di successi è il Maccabi Haifa, con 8 affermazioni (su 15 totali).
Per la stagione 2023-2024 occupa il 17º posto nel ranking UEFA delle competizioni per club.

## Formula
A partire dalla stagione 2012-2013, le 14 squadre della Liga ha'Al si affrontano in una stagione regolare, consistente in un girone all'italiana con partite di andata e ritorno. Al termine della stagione regolare, le squadre sono suddivise in due gironi all'italiana, con partite di sola andata:
- le prime sei classificate sono inserite nel girone dei play-off, valido a stabilire il campione nazionale e le promozioni nelle Coppe europee;
- le ultime otto classificate sono inserite nel girone dei play-out, che decide le retrocessioni in Liga Leumit.

Sia nei play-off che nei play-out, le squadre ripartono con gli stessi punti ottenuti nella stagione regolare.
La squadra che vince i play-off è campione nazionale e si qualifica alla Champions League della stagione seguente. Quelle che, invece, giungono al secondo e al terzo posto dei play-off si qualificano alla successiva Conference League, unitamente alla squadra vincitrice della Coppa di Stato; qualora quest'ultima sia anche una delle squadre classificatesi a uno dei primi tre posti dei play-off, si qualifica all'Europa League anche la quarta classificata. Il numero delle squadre che si qualificano alle coppe calcistiche europee e il loro accesso ai turni preliminari o, eventualmente, alla prima fase dipendono in ogni caso dal posizionamento del campionato israeliano nell'apposito ranking UEFA.
Nei play-out, infine, le squadre che si classificano agli ultimi due posti sono retrocesse in Liga Leumit.

## Partecipazioni per squadra
Sono 32 le squadre ad aver preso parte alle 26 stagioni di Ligat ha'Al dal 1999-2000 al 2025-2026 (in grassetto, le squadre attualmente militanti in Ligat ha'Al).
- 26 volte:  Beitar Gerusalemme,  Maccabi Haifa,  Maccabi Tel Aviv
- 25 volte:  Ashdod
- 24 volte:  Hapoel Tel Aviv,  Maccabi Natanya
- 22 volte:  Maccabi Petah Tiqwa
- 20 volte:  Bnei Sakhnin,  Bnei Yehuda,  Hapoel Be'er Sheva,  Hapoel Haifa
- 16 volte:  Hapoel Petah Tiqwa,  Ironi K. Shmona
- 9 volte:  Hapoel Kfar Saba
- 7 volte:  Hapoel Akko,  Hapoel Hadera,  Hapoel Ra'anana
- 6 volte:  Hapoel Gerusalemme
- 5 volte:  Hapoel Rishon LeZion
- 4 volte:  Maccabi Bnei Reineh
- 3 volte:  Hapoel Ashkelon,  Hapoel Nof HaGalil,  Maccabi Herzliya,  Hapoel Ramat Gan
- 2 volte:  Hakoah Ramat Gan,  Ironi R. HaSharon,  Ironi Tiberias,  Maccabi Ahi Nazaret,  Nazareth Illit,  Sektzia Ness Ziona
- 1 volta:  Hapoel Tzafririm Holon,  Maccabi Kiryat Gat

## Squadre partecipanti
| Club                | Città         | Stadio               | Stagione precedente |
| ------------------- | ------------- | -------------------- | ------------------- |
| Ashdod              | Ashdod        | Stadio HaYud-Alef    | 9º posto            |
| Beitar Gerusalemme  | Gerusalemme   | Stadio Teddy Kollek  | 10º posto           |
| Bnei Sakhnin        | Sakhnin       | Stadio Doha          | 6º posto            |
| Hapoel Be'er Sheva  | Be'er Sheva   | Stadio Yaakov Turner | 2º posto            |
| Hapoel Gerusalemme  | Gerusalemme   | Stadio Teddy Kollek  | 12º posto           |
| Hapoel Hadera       | Hadera        | Stadio Netanya       | 8º posto            |
| Hapoel Haifa        | Haifa         | Stadio Sammy Ofer    | 11º posto           |
| Hapoel Tel Aviv     | Tel Aviv      | Stadio Bloomfield    | 5º posto            |
| Ironi K. Shmona     | Kiryat Shmona | Stadio municipale    | 7º posto            |
| Maccabi Bnei Reineh | Reineh        | Green Stadium        | 1° in Liga Leumit   |
| Maccabi Haifa       | Haifa         | Stadio Sammy Ofer    | Campione d'Israele  |
| Maccabi Natanya     | Netanya       | Stadio Netanya       | 4º posto            |
| Maccabi Tel Aviv    | Tel Aviv      | Stadio Bloomfield    | 3º posto            |
| Sektzia Ness Ziona  | Ness Ziona    | Stadio HaMoshava     | 2° in Liga Leumit   |

## Albo d'oro
- 1931-1932:  British Police (1)
- 1932-1933: Campionato non disputato
- 1933-1934:  Hapoel Tel Aviv (1)
- 1934-1935: Campionato interrotto
- 1935-1936:  Maccabi Tel Aviv (1)
- 1936-1937:  Maccabi Tel Aviv (2)
- 1937-1938: Campionato interrotto
- 1938-1939: Campionato non disputato
- 1939-1940:  Hapoel Tel Aviv (2)
- 1940-1941: Campionato non disputato
- 1941-1942:  Maccabi Tel Aviv (3)
- 1942-1943: Campionato non terminato
- 1943-1944:  Hapoel Tel Aviv (3)
- Dal 1944 al 1946: Campionato non disputato
- 1946-1947:  Maccabi Tel Aviv (4)
- Dal 1947 al 1949: Campionato non disputato
- 1949-1950:  Maccabi Tel Aviv (5)
- 1950-1951: Campionato non disputato
- 1951-1952:  Maccabi Tel Aviv (6)
- 1952-1953: Campionato non disputato
- 1953-1954:  Maccabi Tel Aviv (7)
- 1954-1955:  Hapoel Petah Tiqwa (1)
- 1955-1956:  Maccabi Tel Aviv (8)
- 1956-1957:  Hapoel Tel Aviv (4)
- 1957-1958:  Maccabi Tel Aviv (9)
- 1958-1959:  Hapoel Petah Tiqwa (2)
- 1959-1960:  Hapoel Petah Tiqwa (3)
- 1960-1961:  Hapoel Petah Tiqwa (4)
- 1961-1962:  Hapoel Petah Tiqwa (5)
- 1962-1963:  Hapoel Petah Tiqwa (6)
- 1963-1964:  Hapoel Ramat Gan (1)
- 1964-1965:  Hakoah Ramat Gan (1)
- 1965-1966:  Hapoel Tel Aviv (5)
- 1966-1968:  Maccabi Tel Aviv (10)
- 1968-1969:  Hapoel Tel Aviv (6)
- 1969-1970:  Maccabi Tel Aviv (11)
- 1970-1971:  Maccabi Natanya (1)
- 1971-1972:  Maccabi Tel Aviv (12)
- 1972-1973:  Hakoah Ramat Gan (2)
- 1973-1974:  Maccabi Natanya (2)
- 1974-1975:  Hapoel Be'er Sheva (1)
- 1975-1976:  Hapoel Be'er Sheva (2)
- 1976-1977:  Maccabi Tel Aviv (13)
- 1977-1978:  Maccabi Natanya (3)
- 1978-1979:  Maccabi Tel Aviv (14)
- 1979-1980:  Maccabi Natanya (4)
- 1980-1981:  Hapoel Tel Aviv (7)
- 1981-1982:  Hapoel Kfar Saba (1)
- 1982-1983:  Maccabi Natanya (5)
- 1983-1984:  Maccabi Haifa (1)
- 1984-1985:  Maccabi Haifa (2)
- 1985-1986:  Hapoel Tel Aviv (8)
- 1986-1987:  Beitar Gerusalemme (1)
- 1987-1988:  Hapoel Tel Aviv (9)
- 1988-1989:  Maccabi Haifa (3)
- 1989-1990:  Bnei Yehuda (1)
- 1990-1991:  Maccabi Haifa (4)
- 1991-1992:  Maccabi Tel Aviv (15)
- 1992-1993:  Beitar Gerusalemme (2)
- 1993-1994:  Maccabi Haifa (5)
- 1994-1995:  Maccabi Tel Aviv (16)
- 1995-1996:  Maccabi Tel Aviv (17)
- 1996-1997:  Beitar Gerusalemme (3)
- 1997-1998:  Beitar Gerusalemme (4)
- 1998-1999:  Hapoel Haifa (1)
- 1999-2000:  Hapoel Tel Aviv (10)
- 2000-2001:  Maccabi Haifa (6)
- 2001-2002:  Maccabi Haifa (7)
- 2002-2003:  Maccabi Tel Aviv (18)
- 2003-2004:  Maccabi Haifa (8)
- 2004-2005:  Maccabi Haifa (9)
- 2005-2006:  Maccabi Haifa (10)
- 2006-2007:  Beitar Gerusalemme (5)
- 2007-2008:  Beitar Gerusalemme (6)
- 2008-2009:  Maccabi Haifa (11)
- 2009-2010:  Hapoel Tel Aviv (11)
- 2010-2011:  Maccabi Haifa (12)
- 2011-2012:  Ironi K. Shmona (1)
- 2012-2013:  Maccabi Tel Aviv (19)
- 2013-2014:  Maccabi Tel Aviv (20)
- 2014-2015:  Maccabi Tel Aviv (21)
- 2015-2016:  Hapoel Be'er Sheva (3)
- 2016-2017:  Hapoel Be'er Sheva (4)
- 2017-2018:  Hapoel Be'er Sheva (5)
- 2018-2019:  Maccabi Tel Aviv (22)
- 2019-2020:  Maccabi Tel Aviv (23)
- 2020-2021:  Maccabi Haifa (13)
- 2021-2022:  Maccabi Haifa (14)
- 2022-2023:  Maccabi Haifa (15)
- 2023-2024:  Maccabi Tel Aviv (24)
- 2024-2025:  Maccabi Tel Aviv (25)

### Campionati vinti
| Squadra            | Titoli | Stagioni |
| ------------------ | ------ | --- |
| Maccabi Tel Aviv   | 26     | 1935-1936, 1936-1937, 1941-1942, 1946-1947, 1949-1950, 1951-1952, 1953-1954, 1955-1956, 1957-1958, 1966-1968, 1969-1970, 1971-1972, 1976-1977, 1978-1979, 1991-1992, 1994-1995, 1995-1996, 2002-2003, 2012-2013, 2013-2014, 2014-2015, 2018-2019, 2019-2020, 2023-2024, 2024-2025 |
| Maccabi Haifa      | 15     | 1983-1984, 1984-1985, 1988-1989, 1990-1991, 1993-1994, 2000-2001, 2001-2002, 2003-2004, 2004-2005, 2005-2006, 2008-2009, 2010-2011, 2020-2021, 2021-2022, 2022-2023 |
| Hapoel Tel Aviv    | 13     | 1933-1934, 1939-1940, 1943-1944, 1956-1957, 1965-1966, 1968-1969, 1980-1981, 1985-1986, 1987-1988, 1999-2000, 2009-2010 |
| Beitar Gerusalemme | 6      | 1986-1987, 1992-1993, 1996-1997, 1997-1998, 2006-2007, 2007-2008 |
| Hapoel Petah Tiqwa | 6      | 1954-1955, 1958-1959, 1959-1960, 1960-1961, 1961-1962, 1962-1963 |
| Maccabi Natanya    | 5      | 1970-1971, 1973-1974, 1977-1978, 1979-1980, 1982-1983 |
| Hapoel Be'er Sheva | 5      | 1974–1975, 1975–1976, 2015-2016, 2016-2017, 2017-2018 |
| Hakoah Ramat Gan   | 2      | 1964-1965, 1972-1973 |
| Bnei Yehuda        | 1      | 1989-1990 |
| British Police     | 1      | 1931-1932 |
| Hapoel Kfar Saba   | 1      | 1981-1982 |
| Hapoel Haifa       | 1      | 1998-1999 |
| Hapoel Ramat Gan   | 1      | 1963-1964 |
| Ironi K. Shmona    | 1      | 2011-2012 |